# Cino Civinini
Cino Civinini (Olasz Királyság, Sesto Fiorentino, 1883. április 2. – Olaszország, Pistoia, 1963. május 27.) olimpiai bronzérmes olasz tornász.
Az 1906. évi nyári olimpiai játékokon indult tornában és csapat összetettben bronzérmes lett. (Később ezt az olimpiát a Nemzetközi Olimpiai Bizottság nem hivatalosnak nyilvánította)
Klubcsapata a Francesco Ferruccio Pistoia volt.